# Michael Barthel (Politiker, 1944)
Michael Barthel (* 1944 in Zwickau) ist ein deutscher Politiker (SPD).

## Leben und Ausbildung
Die Schulzeit in Fulda von 1950 bis 1963 schloss er mit dem Abitur am Freiherr-vom-Stein-Gymnasium ab. Es folgte ein Studium von 1963 bis 1969 an der Hochschule für bildende Künste in Berlin bei Mac Zimmermann und Helmut Thoma. 1968 wurde er zum Meisterschüler ernannt. Von 1969 bis 1975 arbeitete er im Gymnasial-Schuldienst.
Michael Barthel lebt in Berlin, er ist freiberuflich künstlerisch tätig.

## Politische Arbeit
Michael Barthel ist Mitglied der SPD. Von 1975 bis 1989 war er Bezirksstadtrat für Familie, Jugend und Sport, anschließend bis 1992 Bezirksbürgermeister in Berlin-Schöneberg. Von 1999 bis 2007 leitete er das Büro des Deutschen Olympischen Sportbundes in Berlin.